# Tajemství (muzikál)
Tajemství je české muzikálové drama s mystickým příběhem, které mělo premiéru 31. 3. 2005 v Divadle Kalich. Jeho autorem je Daniel Landa.
V roce 2005 bylo vydáno CD s hudbou z tohoto muzikálu a později vyšlo i DVD se záznamem představení v Divadle Kalich z 2. 2. 2007, ve kterém hraje hlavní roli Lucie Vondráčková.
Během první poloviny roku 2015 má v Divadle Kalich po dlouhé době proběhnout 20 dalších repríz tohoto muzikálu, v hlavní roli se představí Markéta Procházková.